# Szendehely
Szendehely (németül: Sende) község Nógrád vármegyében, a Rétsági járásban.

## Földrajz
A vármegye délnyugati szélén fekszik, a Dunakanyar közelségében, a Naszály és a Börzsöny lábánál. Budapesttől 45, Váctól 11, Rétságtól 10 kilométerre fekszik.
Különálló belterületei: Katalinpuszta és a  Szarvasrét-lakópark; külterületi településrészei közül említést érdemelhet Erdészlak.
Csak közúton érhető el, Vác és Rétság felől is, a 2-es főúton. Utóbbiból a déli határszéle közelében ágazik ki Verőce felé a 12 101-es számú mellékút.

## Története
Németek alapították a községet. A különálló, de közigazgatásilag a faluhoz tartozó Katalinpuszta Nógrád vármegye nyugati kapuja. A váci püspökség ősi birtoka volt a környék, amit valószínűleg még Szent István adományozott az egyháznak. A környék neve valaha Szenthely volt – bizonyára a földbirtokos püspökség után – ami az idők során Szendehelyre módosult. Az itt letelepedő németek 1717-ben Frankföldről (Franken) érkeztek Magyarországra, és a mai Berkenyén alapítottak falut. Onnan költöztek át a túlnépesedés miatt még 1753-ban a Vác és a nagymarosi rév felé vezető út mellé. A németek fejlett szőlőkultúrát hoztak magukkal, a környékbeli lankákon a mai napig kiterjedt szőlőskertek vannak, bizonyítva, hogy az utódok sem felejtették el a vincellérség fogásait. A Börzsöny szélén fekvő település lakói jelentős erdőművelést is folytattak. A falu új részén, a Börzsöny  szélén egy kis kápolna található. Katalinpusztán nincs templom, de áll itt egy fa harangláb. Mindkét településrészen sok régi lakóház maradt fenn, és majd mindenhol őrzik a jellegzetes, pirosra festett népi bútorokat is: ezeket a fenyőfából készült berendezési tárgyakat „fláderos” festéssel színezték. Az ófalu boltíves műemlék hídjának mellvédjén Nepomuki Szent János 1830-ban faragott kőszobra áll.

## Közélete

### Polgármesterei
- 1990–1994: Altsach Ignác (független)[4]
- 1994–1998: Altsach Ignác (független)[5]
- 1998–2002: Altsach Ignác (független német kisebbségi)[6]
- 2002–2006: Altsach Ignác (független német kisebbségi)[7]
- 2006–2010: Hayer Mihály (független)[8]
- 2010–2014: Hayer Mihály (független)[9]
- 2014–2019: Altsach Ignác (független)[10]
- 2019–2024: Altsach Ignác (független)[11]
- 2024– : Altsach Ignác (Fidesz-KDNP)[1]

## Népesség
A település népességének változása:
| Lakosok száma | 1515 | 1542 | 1535 | 1640 | 1682 | 1654 | 1648 |
|               | 2013 | 2014 | 2015 | 2021 | 2022 | 2023 | 2024 |

2001-ben a település lakosságának 60%-a magyar, 37%-a német, 2%-a cigány, 1%-a szlovák nemzetiségűnek vallotta magát.
A 2011-es népszámlálás során a lakosok 91,2%-a magyarnak, 3,3% cigánynak, 36% németnek, 0,7% szlováknak mondta magát (8,7% nem nyilatkozott; a kettős identitások miatt a végösszeg nagyobb lehet 100%-nál). A vallási megoszlás a következő volt: római katolikus 66,8%, református 3,7%, evangélikus 1,9%, felekezeten kívüli 7,4% (19,2% nem nyilatkozott).
2022-ben a lakosság 93%-a vallotta magát magyarnak, 20,5% németnek, 1,3% cigánynak, 0,7% szlováknak, 0,2% lengyelnek, 0,2% románnak, 0,1-0,1% görögnek, szerbnek és ukránnak, 2,6% egyéb, nem hazai nemzetiségűnek (6,7% nem nyilatkozott; a kettős identitások miatt a végösszeg nagyobb lehet 100%-nál). Vallásuk szerint 49,1% volt római katolikus, 3,7% református, 2,2% evangélikus, 0,2% görög katolikus, 0,1% ortodox, 1,8% egyéb keresztény, 1% egyéb katolikus, 8,6% felekezeten kívüli (33% nem válaszolt).

## Közlekedés
Megközelítése a 2-es főúton (amely egyben keresztül halad a községen) lehetséges.

## Személyek
- Itt hunyt el Rockenbauer Pál (1933–1987) természetfilmes, természetjáró

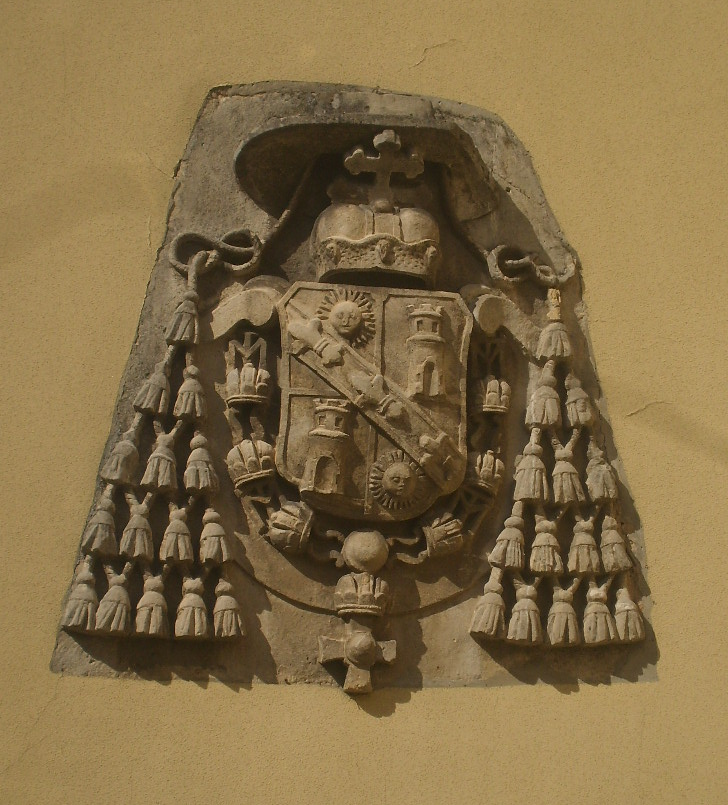
Migazzi Kristóf Antal váci püspök címere a sekrestye falán